# Meistriliiga
Die Meistriliiga (zu Sponsoring-Zwecken auch A. Le Coq Premium Liiga) ist die höchste Spielklasse im estnischen Fußball. Die Liga wurde 1992 gegründet. Ursprünglich als semi-professionelle Liga mit Amateuranteil gegründet, operiert sie seit 2020 voll-professionell.

## Modus
In der Meistriliiga spielen zehn Mannschaften. Im Verlauf einer Saison spielt jede Mannschaft viermal gegen jedes andere Team in zwei Heim- und zwei Auswärtsspielen. Am Saisonende steigt der Letztplatzierte in die zweitklassige Esiliiga ab. Der Vorletzte bestreitet zwei Relegationsspiele gegen den Zweitplatzierten der Esiliiga.
Die Saison verläuft wie in den skandinavischen Ländern mit dem Kalenderjahr von März bis November. Zwischen 1992 und 1998 wurde die Meisterschaft allerdings im für Europa insgesamt üblichen Herbst-Frühjahr-Rhythmus ausgetragen.

## Aktuelle Vereine (2025)
| - FC Flora Tallinn - FCI Levadia Tallinn (Meister, Pokalsieger) - Paide Linnameeskond - FC Nõmme Kalju - FC Kuressaare | - JK Tammeka Tartu - JK Trans Narva - JK Tallinna Kalev - JK Vaprus Pärnu - Harju JK Laagri (Aufsteiger) |

## Bisherige Meister
| - 1992: FC Norma Tallinn - 1992/93: FC Norma Tallinn - 1993/94: FC Flora Tallinn - 1994/95: FC Flora Tallinn - 1995/96: FC Lantana Tallinn - 1996/97: FC Lantana Tallinn - 1997/98: FC Flora Tallinn - 1998: FC Flora Tallinn - 1999: FC Levadia Maardu - 2000: FC Levadia Maardu | - 2001: FC Flora Tallinn - 2002: FC Flora Tallinn - 2003: FC Flora Tallinn - 2004: FC Levadia Tallinn - 2005: FC TVMK Tallinn - 2006: FC Levadia Tallinn - 2007: FC Levadia Tallinn - 2008: FC Levadia Tallinn - 2009: FC Levadia Tallinn - 2010: FC Flora Tallinn | - 2011: FC Flora Tallinn - 2012: FC Nõmme Kalju - 2013: FC Levadia Tallinn - 2014: FC Levadia Tallinn - 2015: FC Flora Tallinn - 2016: FC Infonet Tallinn - 2017: FC Flora Tallinn - 2018: FC Nõmme Kalju - 2019: FC Flora Tallinn - 2020: FC Flora Tallinn | - 2021: FCI Levadia Tallinn - 2022: FC Flora Tallinn - 2023: FC Flora Tallinn - 2024: FCI Levadia Tallinn |  |

Anzahl der Titel
- 15 Titel: FC Flora Tallinn
- 11 Titel: FCI Levadia Tallinn (früher Levadia Maardu und FC Levadia Tallinn)
- 02 Titel: FC Nõmme Kalju, FC Lantana Tallinn, FC Norma Tallinn
- 01 Titel: FC TVMK Tallinn, FC Infonet Tallinn

## Qualifikation zu europäischen Wettbewerben
Der Tabellenerste am Ende der Saison ist Landesmeister und startet in der Qualifikation zur Champions League. Der Tabellenzweite und der Tabellendritte erreichen die erste Qualifikationsrunde zur UEFA Europa Conference League. Dort nimmt auch der estnische Pokalsieger teil. Hat sich dieser bereits über die Liga für einen europäischen Wettbewerb qualifiziert, fällt dieser Platz an den Vierten der Liga.
Platzierung in der UEFA-Fünfjahreswertung:
(in Klammern die Vorjahresplatzierung). Die Kürzel CL, EL und CO hinter den Länderkoeffizienten geben die Anzahl der Vertreter in der Saison 2025/26 der Champions League, der Europa League sowie der Conference League an.
- 46.  (46)  Georgien (Liga, Pokal) – Koeffizient: 7.625 – CL: 1, EL: 0, CO: 3
- 47.  (49)  Albanien (Liga, Pokal) – Koeffizient: 7.375 – CL: 1, EL: 0, CO: 3
- 48.  (47)  Estland (Liga, Pokal) – Koeffizient: 7.207 – CL: 1, EL: 0, CO: 3
- 49.  (40)  Belarus (Liga, Pokal) – Koeffizient: 6.625 – CL: 1, EL: 0, CO: 3
- 50.  (52)  Nordmazedonien (Liga, Pokal) – Koeffizient: 6.000 – CL: 1, EL: 0, CO: 3

Stand: Ende der Europapokalsaison 2023/24